# Modest Gené Roig
Modest Gené Roig (Reus, 5 de novembre de 1914 - Bata, Guinea Equatorial, 29 d'octubre de 1983) va ser un escultor català.
Als 17 anys, amb motiu d'una exposició de la seva obra, demana i se li concedeix per part de l'ajuntament la beca Jacint Barrau per fer estudis de belles arts a Barcelona. Va viatjar per França, Itàlia, Bèlgica i Guinea Equatorial, aleshores colònia espanyola, on va fixar més tard la seva residència, que alternava amb viatges a Reus i Andalusia. Va esculpir l'escut de la ciutat de Reus per l'ajuntament. Va fer un bust del president Macià i va exposar la seva obra a Reus el 1932. A Andalusia, el 1937, va esculpir una gran imatge del Sant Crist. Després va fer més exposicions a Barcelona, Sevilla i Reus
Les seves escultures principals reproduïen motius religiosos, igual que van fer en la postguerra diversos artistes reusencs de la seva època, com ara Joan Rebull i Teresa Vidal. Moltes de les seves obres eren encàrrecs dels pobles de la comarca del Baix Camp i comarques veïnes. Destaca el Crist de la Sang (de la parròquia de la Puríssima Sang de Reus), finançat per Josep Sabater, la Verge de la Solitud, imatge titular de la Venerable Congregació de la Puríssima Sang de Nostre Senyor Jesucrist de Lleida, una Santa Teresa de Jesús per a la Sección Femenina de la Falange, entre d'altres, i el conjunt de la seva obra al monestir de Poblet, amb diverses escultures. També va fer la comparsa dels Nanos de Reus el 1947.
Va fer diverses exposicions a Ceuta, Tànger i Tetuan. El 1957 es va traslladar a la Guinea Espanyola i va plasmar la vida colonial i on va deixar gran nombre d'obres, entre elles un retaule a la catedral de Bata, i una verge moreneta en versió fang coneguda com a Nostra senyora de l'Illa i que el 1987 va ser declarada patrona de Malabo pel Papa Joan Pau II. Va fer també busts de Franco, (que va presidir durant molts anys el saló de sessions de l'Ajuntament de Reus), Elisabet II, Hassan II, Joan Carles I, i d'alguns presidents (Guinea-Conakry, França, Camerun i Gabon).
Al llarg de la seva carrera va obtenir nombrosos premis i medalles. L'Ajuntament de Reus el va nomenar fill il·lustre.
Va morir a Bata el 29 d'octubre de 1983 i està enterrat allà, però damunt de la seva tomba hi ha terra de Reus portada expressament. L'Institut Politècnic de Bata porta el seu nom i també té, des 1985, un carrer dedicat a la seva ciutat natal, prop de la Riera de Miró.

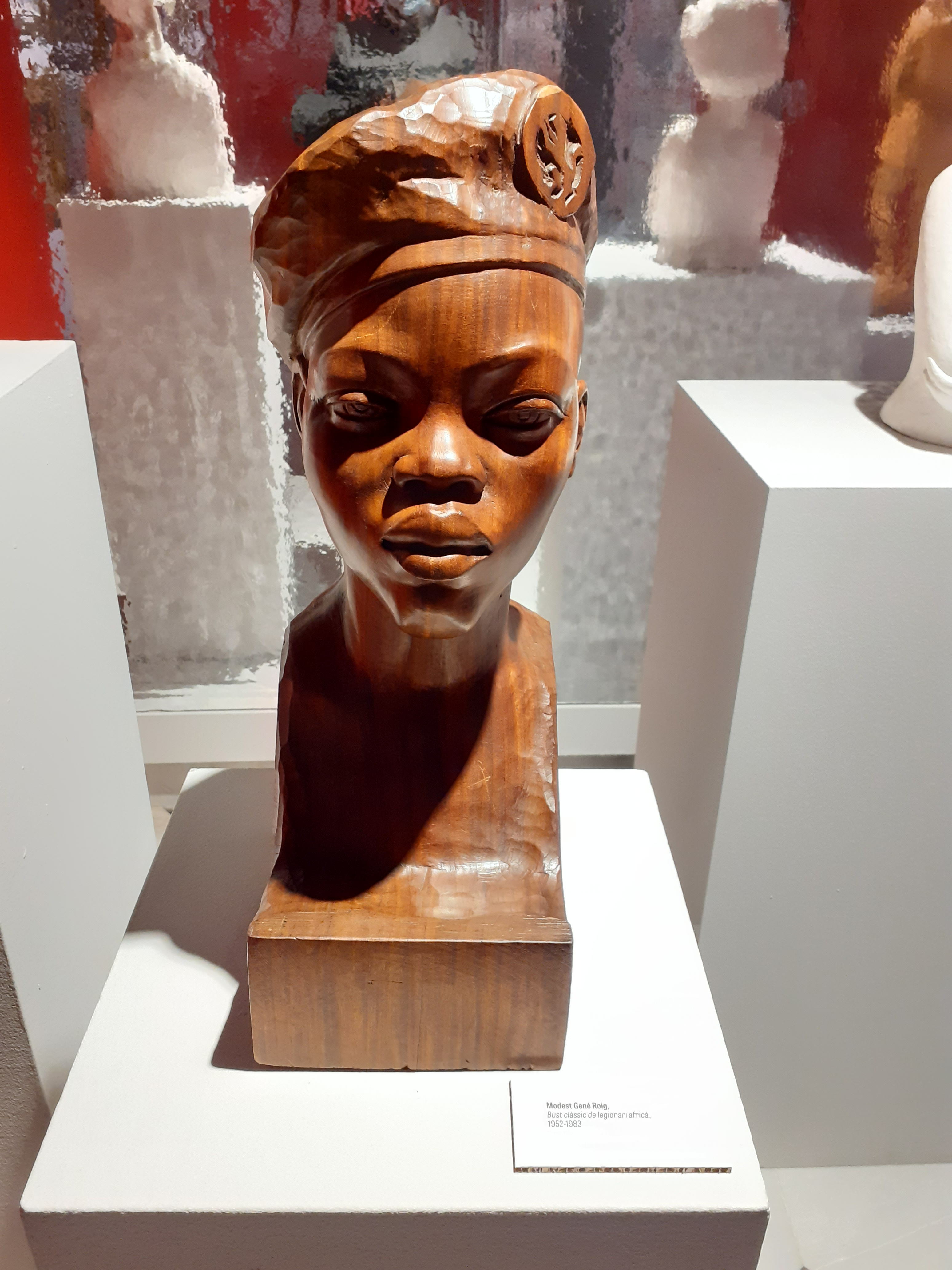
"Bust clàssic de legionari africà"
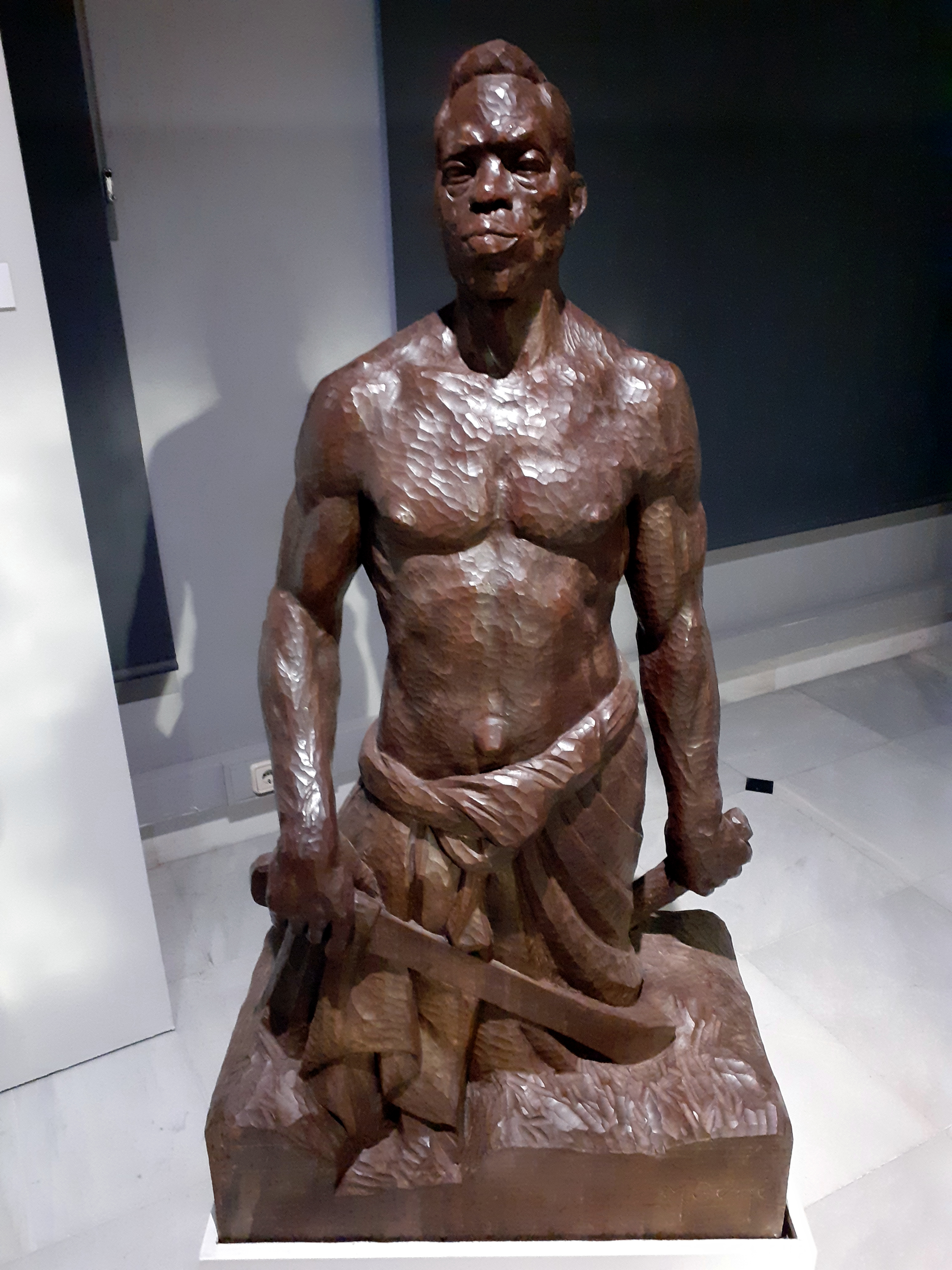
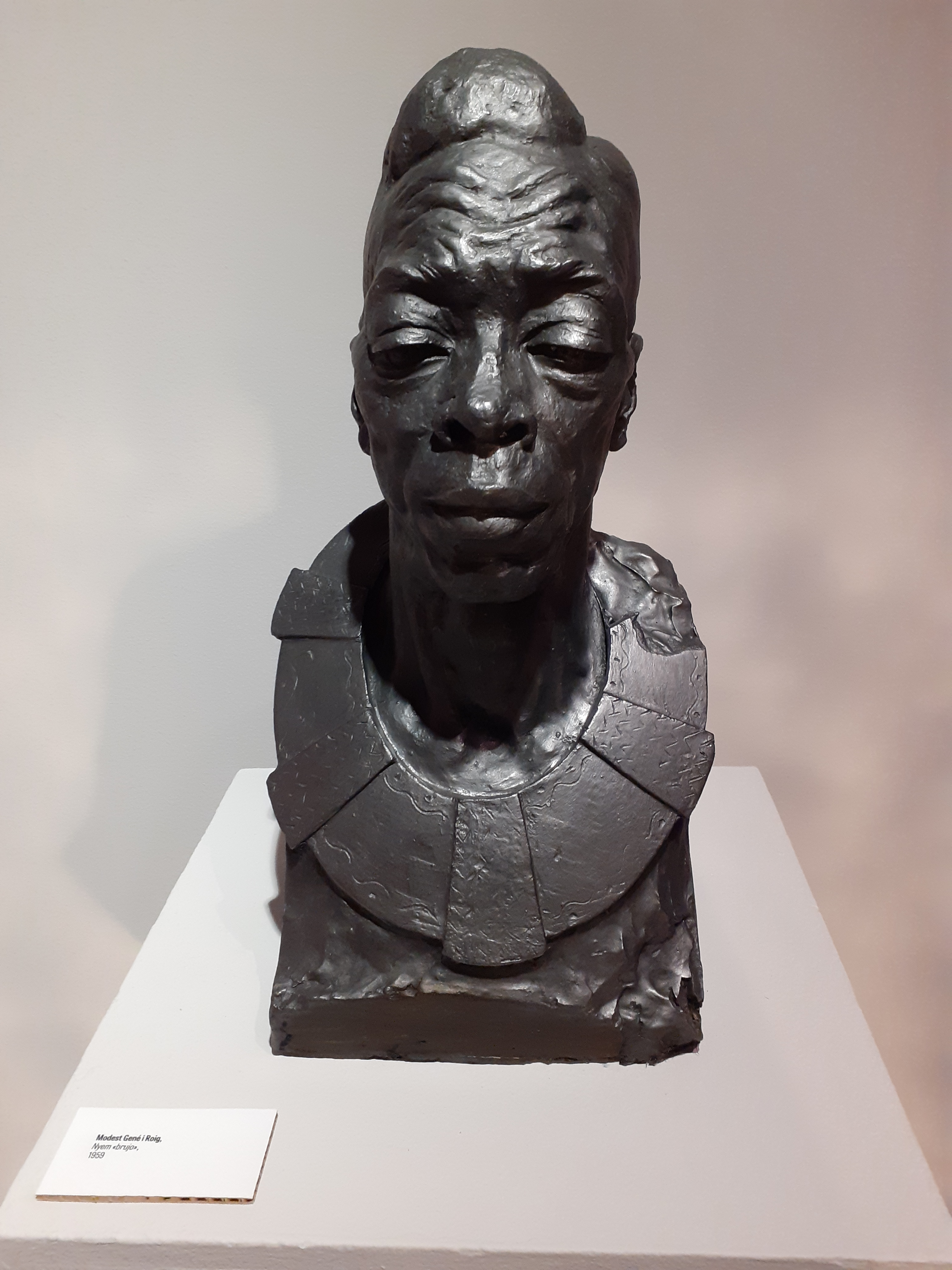
"Nyem «Bruixot»"
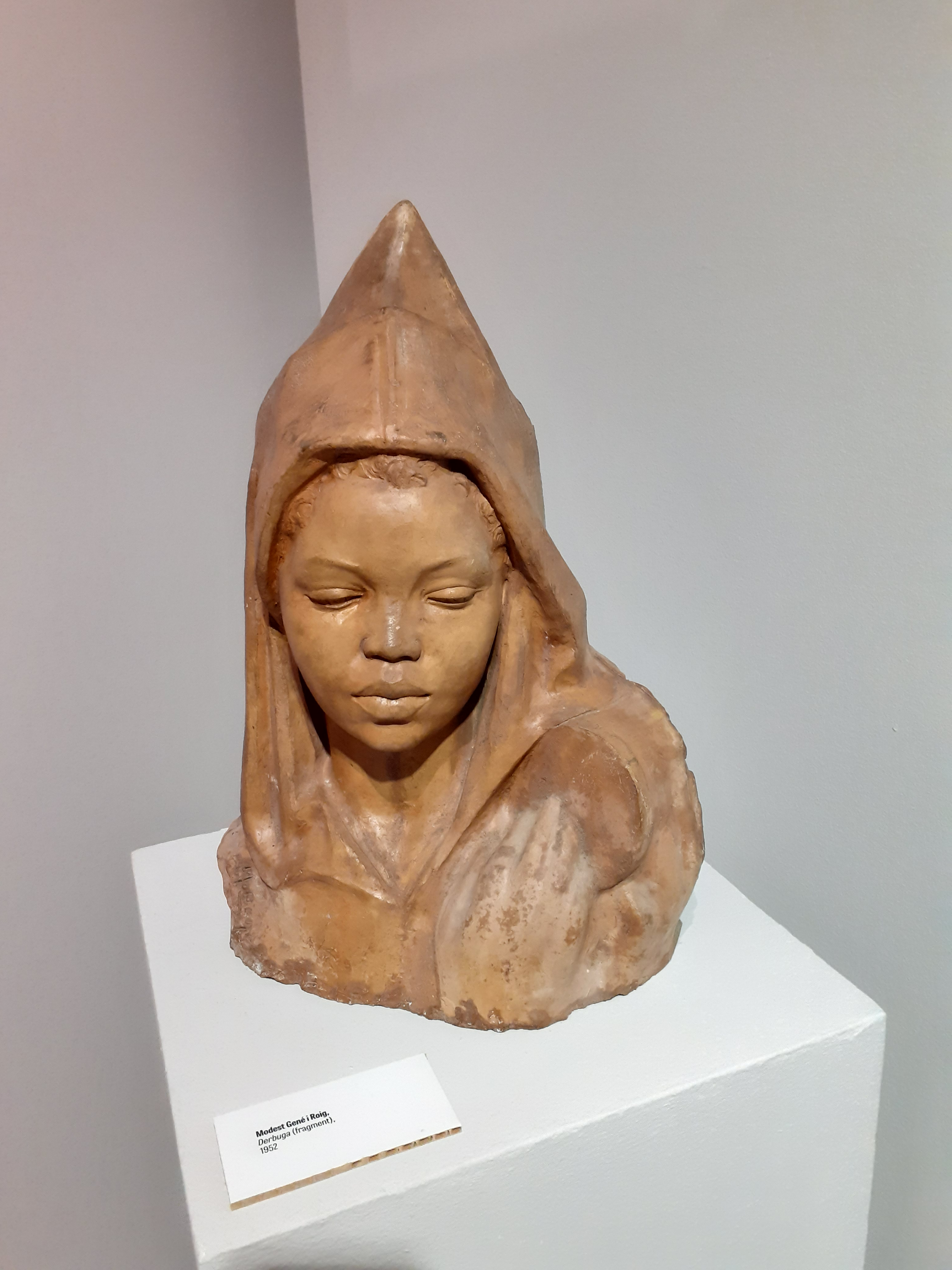
"Derbuga, fragment"
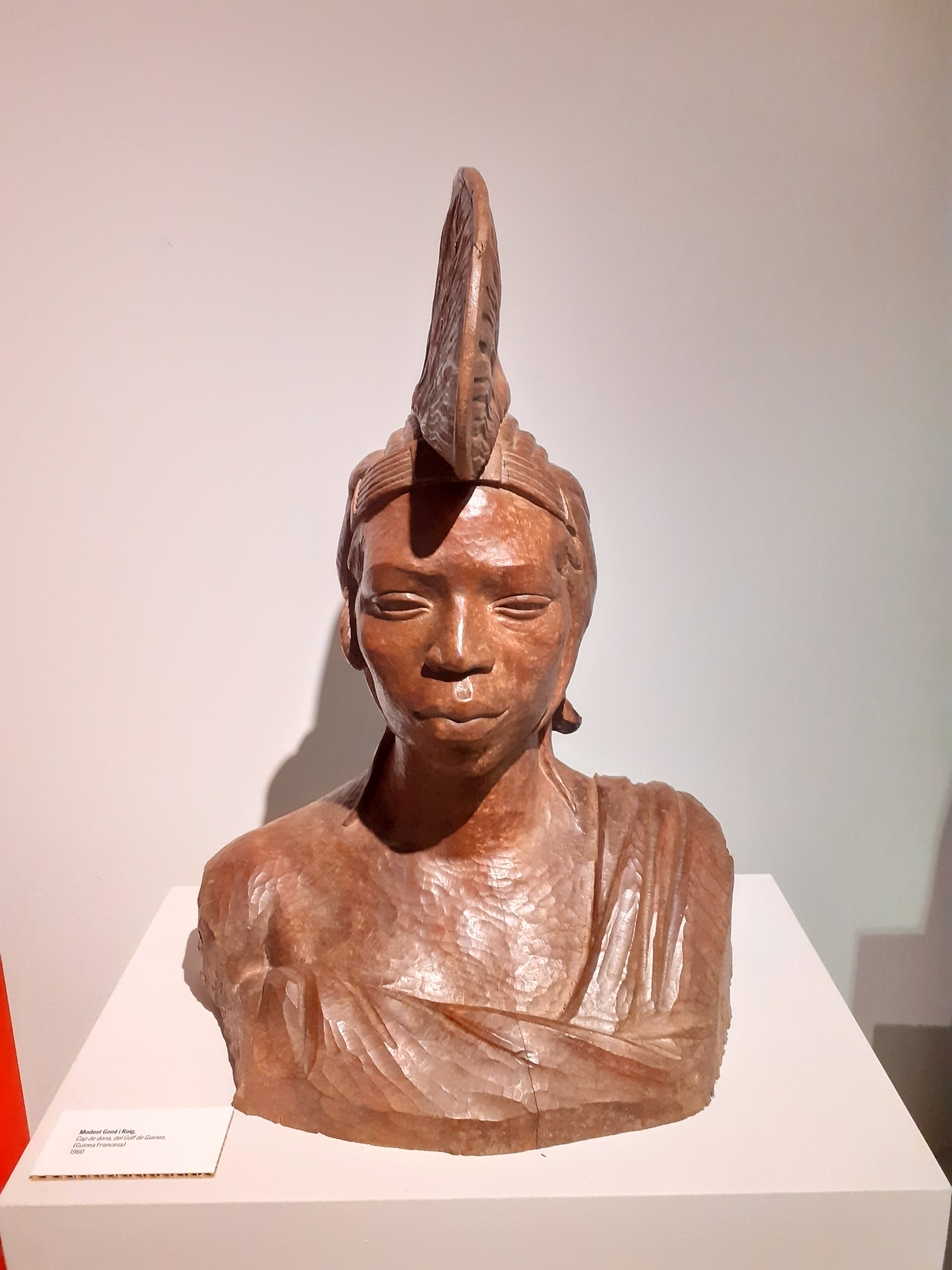
"Cap de dona del Golf de Guinea, (Guinea Francesa)"
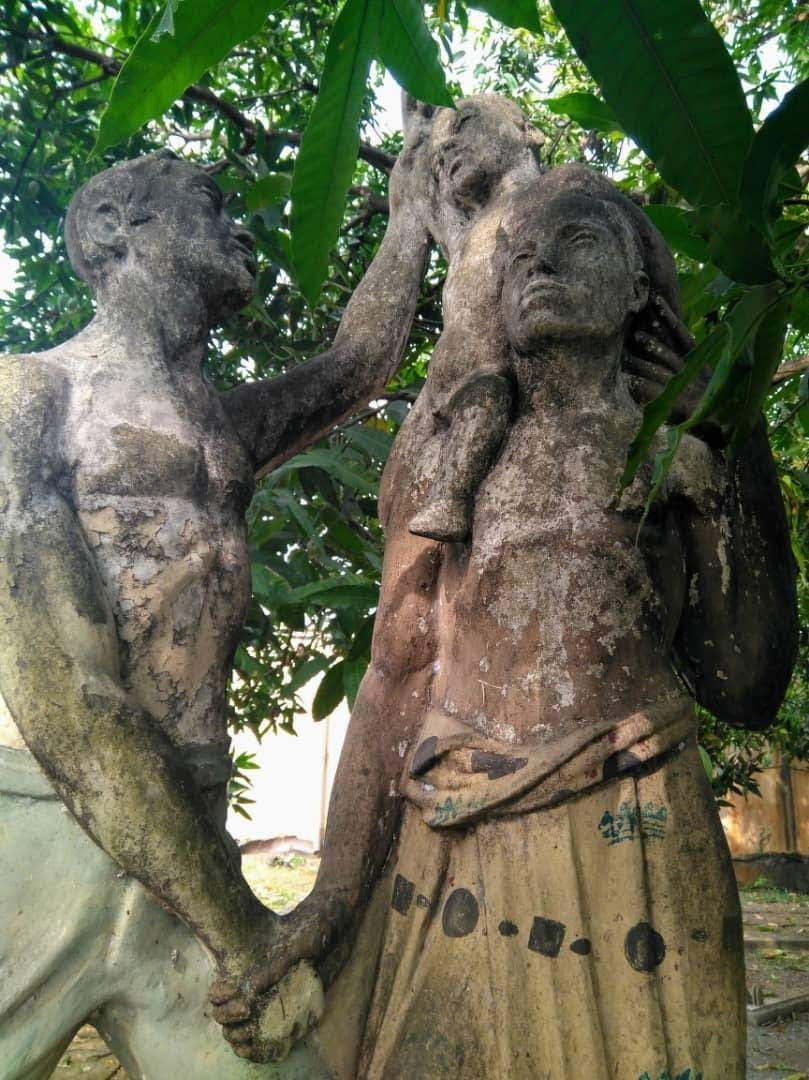
"La Unió del Poble" a l'ambaixada espanyola a Malabo
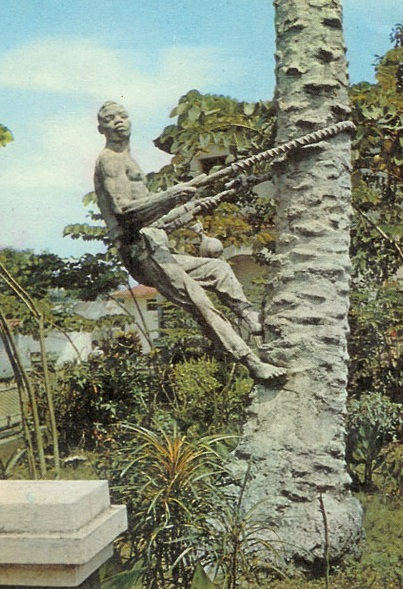
“Bubi pujant a una palmera a la recerca de topé” a l'entrada enjardinada de l'Acadèmia Equatoguineana de la Llengua Espanyola
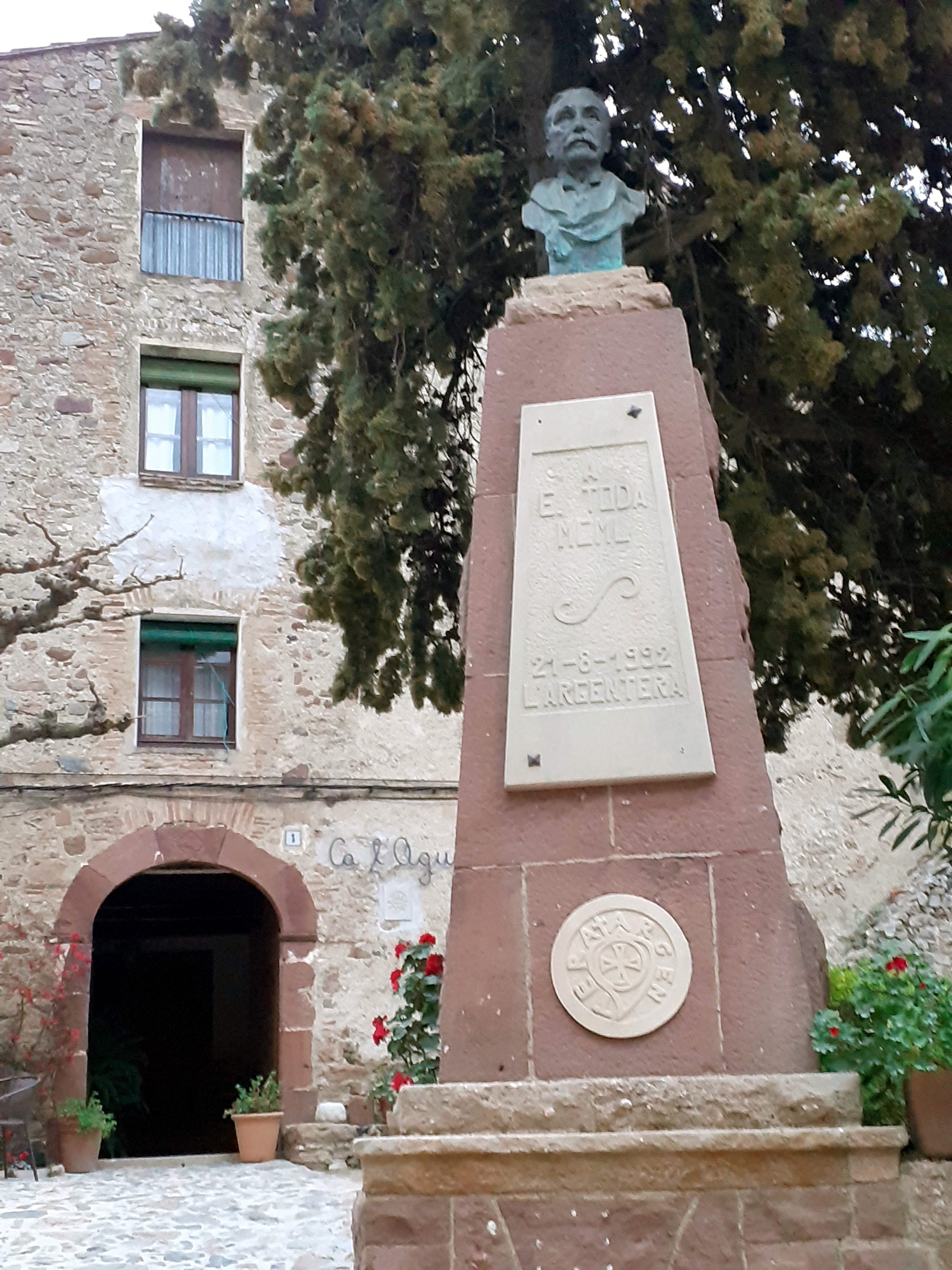
Monument a Eduard Toda a l'Argentera